# 1re brigade de cavalerie de la Garde (Empire allemand)
Pour les articles homonymes, voir 1re brigade.
La 1re brigade de cavalerie de la Garde est une unité de cavalerie de l'armée prussienne.

## Histoire
La brigade est créée à Berlin en juillet 1816 et se compose du régiment des Gardes du Corps et du régiment de hussards du Corps de la Garde ainsi que, depuis 1821, le 1er régiment de cavalerie de la Garde de la Landwehr. De 1829 à 1866, le commandement se trouve à Potsdam puis de nouveau à Berlin jusqu'à sa dissolution en 1919. À partir de 1866, le régiment des Gardes du Corps et le régiment de cuirassiers de la Garde sont subordonnés à la brigade.

### Guerre austro-prussienne
Pendant la guerre contre l'Autriche, la brigade est désignée 1re brigade de cavalerie lourde sous les ordres de son commandant, le prince Albert de Prusse. Elle combat le 28. juin à Skalitz, le 29 juin à Schweinschädel et le 3 juillet 1866 à Sadowa.

### Guerre franco-prussienne
Dans la guerre contre la France, la brigade participe aux batailles de Saint-Privat, Sedan ainsi que du 19 septembre 1870 au 28 janvier 1871 lors de l'encerclement et du siège de Paris.

### Première Guerre mondiale
Avec le déclenchement de la Première Guerre mondiale, elle est utilisée dans la formation de la division de cavalerie de la Garde et opère de manière indépendante à partir du 9 avril 1917. Elle est dissoute en 1919 à Berlin.

## Commandants
| Grade                        | Nom                                        | Date                                                      |
| ---------------------------- | ------------------------------------------ | --------------------------------------------------------- |
| Oberst/Generalmajor          | Heinrich von Knobelsdorff                  | Juillet 1816 au 27 mars 1819                              |
| Oberst/Generalmajor          | Frédéric-Guillaume de Brandebourg          | 28 mars 1819 au 27 novembre 1826                          |
| Oberst                       | Karl von Brauchitsch (de)                  | 28 novembre 1826 au 29 mars 1829 (chargé de la direction) |
| Oberst/Generalmajor          | Karl von Brauchitsch                       | 30 mars 1829 au 29 mars 1838                              |
| Generalmajor                 | Adam von Tümpling                          | 30 mars 1838 au 29 mars 1844                              |
| Generalmajor/Generalleutnant | Auguste de Wurtemberg                      | 30 mars 1844 au 5 avril 1854                              |
| Generalmajor/Generalleutnant | Frédéric-Charles de Prusse                 | 25 avril 1854 au 18 février 1857                          |
| Oberst                       | Emil von Czettritz und Neuhaus             | 19 février 1857 au 17 mars 1858                           |
| Oberst/Generalmajor          | Karl von Griesheim                         | 18 mars 1858 au 18 novembre 1859                          |
| Oberst                       | Hermann d'Alvensleben                      | 19 novembre 1859 au 11 mai 1860 (chargé de la direction)  |
| Oberst/Generalmajor          | Hermann d'Alvensleben                      | 12 mai 1860 au 2 avril 1866                               |
| Oberst/Generalmajor          | Albert de Prusse                           | 3 avril au 29 octobre 1866                                |
| Oberst/Generalmajor          | Frédéric de Brandebourg                    | 30 octobre 1866 au 10 octobre 1871                        |
| Oberst                       | Buko von Krosigk (de)                      | 11 novembre au 7 décembre 1871 (chargé de la direction)   |
| Oberst/Generalmajor          | Buko von Krosigk                           | 8 décembre 1871 au 14 juin 1875                           |
| Oberst/Generalmajor          | Hermann von Schenck                        | 15 juin 1875 au 21 mars 1882                              |
| Oberst/Generalmajor          | Karl von Alten                             | 22 mars 1882 au 7 mars 1887                               |
| Generalmajor                 | Arthur von Frankenberg und Proschlitz (de) | 8 mars 1887 au 13 juin 1888                               |
| Oberst                       | Karl von Wedel                             | 14 juin 1888 au 18 février 1889                           |
| Oberst                       | Clemens von Fürstenberg-Borbeck (de)       | 19 février au 21 mars 1889 (chargé de la direction)       |
| Oberst/Generalmajor          | Clemens von Fürstenberg-Borbeck            | 22 mars 1889 au 13 mai 1890                               |
| Oberst/Generalmajor          | Édouard de Salm-Horstmar                   | 14 mai 1890 au 17 octobre 1894                            |
| Generalmajor                 | Alfred von Sick                            | 18 octobre 1894 au 17 août 1897                           |
| Generalmajor                 | Egbert Hoyer von der Asseburg (de)         | 18 août 1897 au 21 avril 1902                             |
| Generalmajor                 | Wilhelm von Hohenau                        | 22 avril 1902 au 26 avril 1904                            |
| Generalmajor                 | Hans von Boehn                             | 27 janvier 1904 au 24 mai 1907                            |
| Oberst/Generalmajor          | Georg von der Marwitz                      | 25 mai 1907 au 1er mars 1911                              |
| Generalmajor                 | Bolko von Roedern                          | 2 mars 1911 au 31 mars 1913                               |
| Oberst/Generalmajor          | Felix von Bärensprung                      | 1er avril 1913 au 3 août 1918                             |
| Oberst                       | Eberhard von Arnim                         | 4 août 1918 au 19 janvier 1919                            |